# بابلو أندريس بيريرا
بابلو أندريس بيريرا (بالإسبانية: Pablo Andrés Pereira)‏ هو لاعب كرة قدم أوروغواني في مركز الدفاع، ولد في 24 أبريل 1985 في مونتفيدو في الأوروغواي. لعب مع سنترال إسبانيول.

## وصلات خارجية
- بابلو أندريس بيريرا على موقع Soccerway.com (الإنجليزية)